# Fotofestival Moravská Třebová

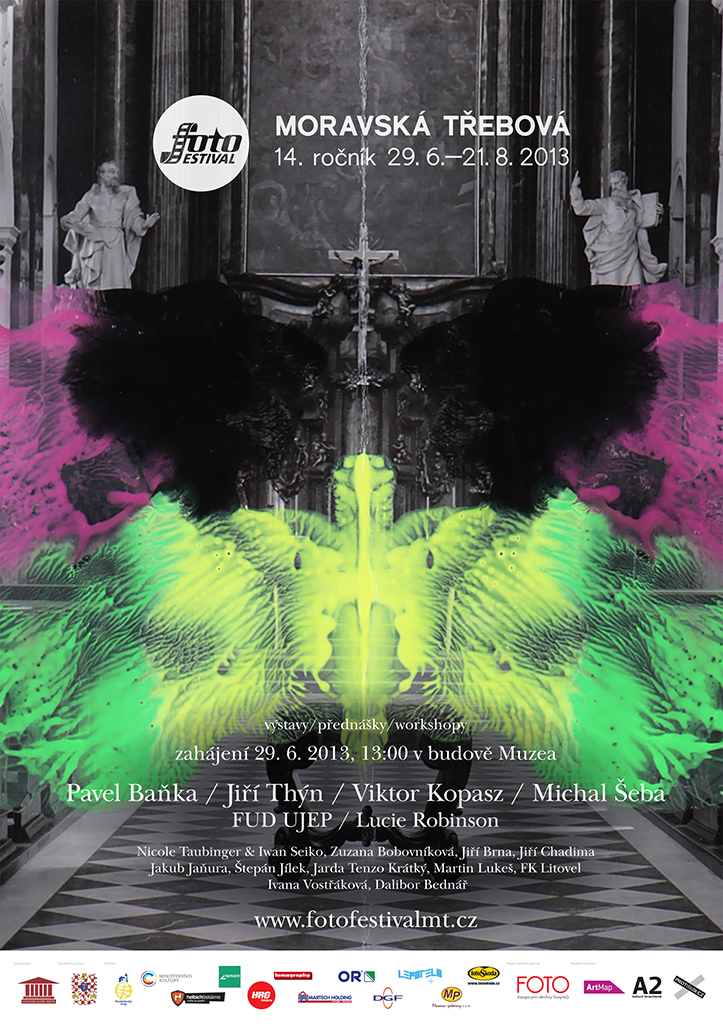
Plakát 2013

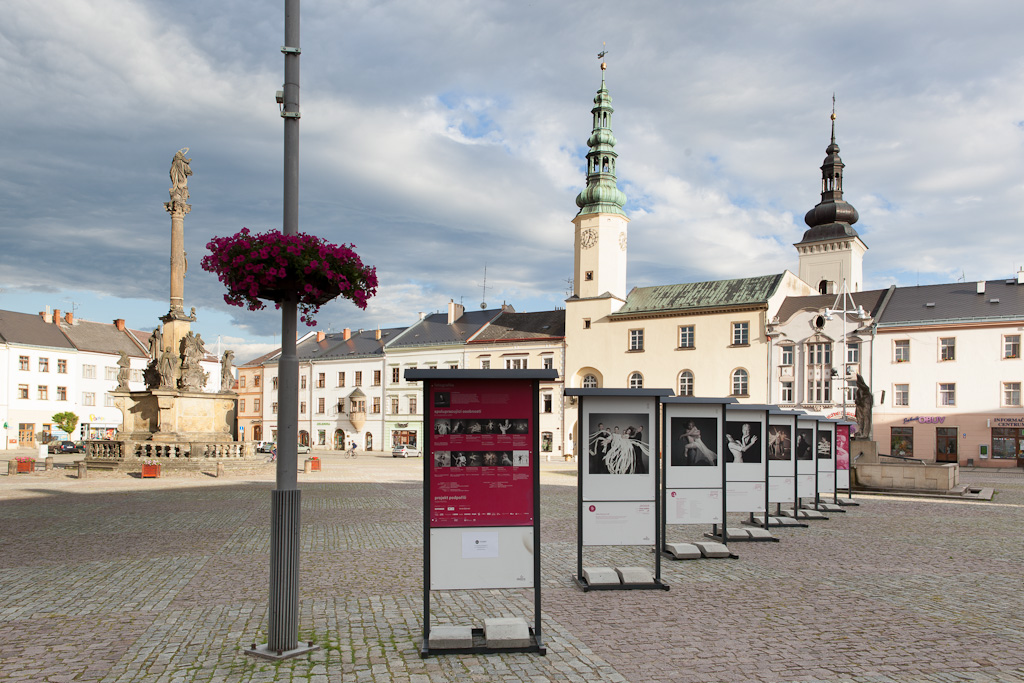
Výstava Lucie Robinson na náměstí v Moravské Třebové

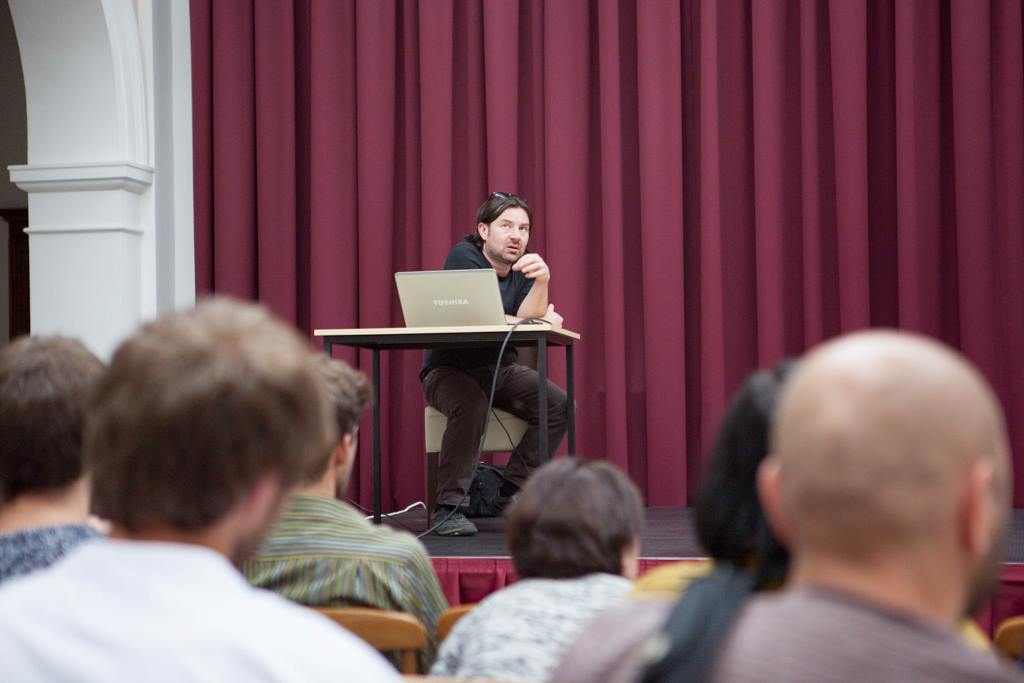
Přednáška Viktora Kopasze

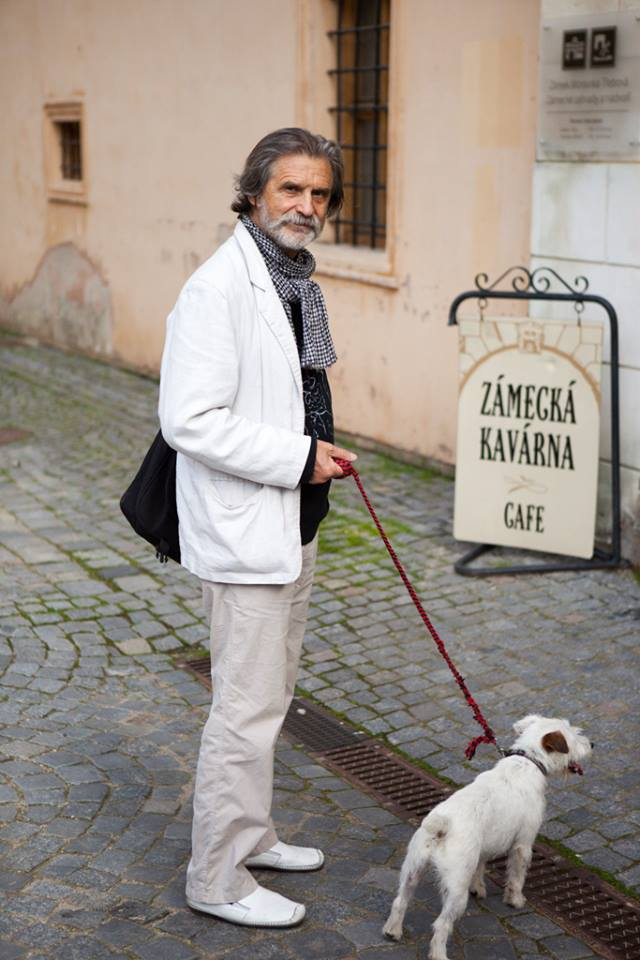
Pavel Baňka

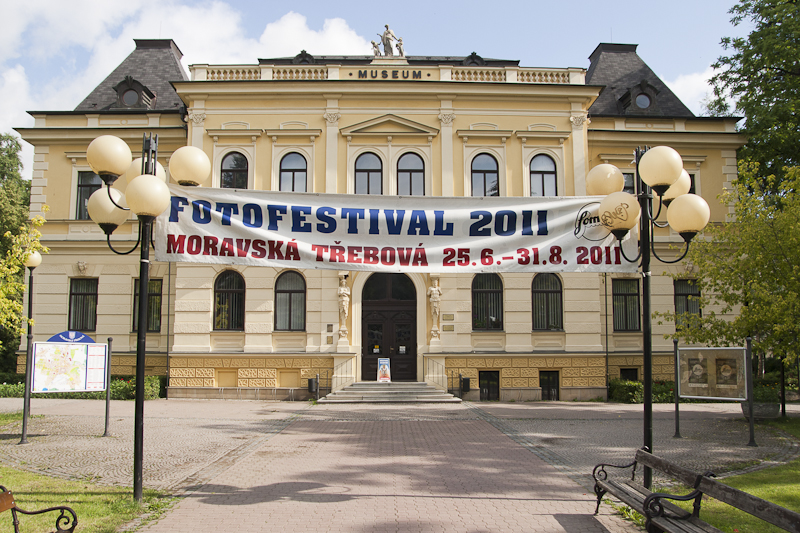
Fotofestival Moravská Třebová, muzeum (2011)

Fotofestival Moravská Třebová se ve městě Moravská Třebová (v okrese Svitavy) koná pravidelně od roku 2000 a patří mezi nejvýznamnější fotografické festivaly v České republice. Jeho hlavním je představit současnou uměleckou tvorbu.

## Historie Fotofestivalu
Fotofestival byl založen moravskotřebovským fotografem a provozovatelem Galerie umělecké fotografie v Moravské Třebové (zal. v roce 1995) Rudolfem Zukalem (7. června 1935 Holštejn – 17. prosince 2010 Moravská Třebová). Od roku 2011 do 2015 organizovali Fotofestival v Moravské Třebové mladí studenti a absolventi uměleckých škol z celé České republiky.
(Olga Vrbíková – PR v oblasti umění, Mojmír Bureš – fotograf a art-director, Lucie Mičková – produkce, Martin Huňař – grafické zpracování)
2002
Jaroslav Malík, Jakub Nosek, Vlastimil Raška, Vítězslav Krejčí, Jan Odehnal, Rudolf Zukal
2003
Jan Pohribný, Miroslav Miška, Břetislav Šmíd, Rudolf Zukal, Studenti ITF Opava, Petr Beran, Pavel Diatka, Jiří Platenka, Jan Maixner, Jan Odehnal
2004
Anette Fournett (USA), Paivi Eronen (Finsko), Inez Baturo (PL), Ivana Čištínová, Dana Kyndrová, Věra Mohylová, Milana Valušková, Eva Stanovská, Romana Faltusová, Rudi Zarja, Veronika Trčková, Martha Elafteriadu
2005
Frank Fournier (USA), Fotoskupina 5+1 (ČR-PL), FK LÓDZJIE Towarzystwo Fotografiezne (PL), FK Černá Slunečnice, FK Spirála, FK Reflex, FK Poznání, FK Okamžiky,  FK Litovel, FK Chrudim, FK Alfy, Rudolf Zukal
2006
Jindřich Štreit, Vladimír Birgus, Václav Podestát, Miloš Vojíř, ITF Opava, studenti VUŠ fotografie a designu v Lodži (PL), Rudolf Zukal, LÓDZJIE Towarzystwo Fotografiezne (PL), FK Jablunkov, FK Ostrava, FK Černá slunečnice, FK Náchod, FK Lanškroun, FK Okamžiky
2007
Vilém Heckel, Jiří Havel, Jiří Bartoš, Jiří Košťál, Jan Košťál, Rudolf Zukal, Jan Anděl, LÓDZJIE Towarzystwo Fotografiezne (PL), FK Jablunkov, FK Černá slunečnice, FK Náchod, FK Okamžiky, FK Litovel, FK Znojmo, FK Poznání
2008
Jan Šibík, Tomáš Hlavinka, Dalibor Bednář, Rudolf Zukal, Irena Armutidisová, Roman Soumar (Mnichov, SRN) Jiří Mlejnek, Roman Unger, Miroslav Kolátor, FK Černá slunečnice, FK Jablunkov, FK Tišnov, LÓDZJIE Towarzystwo Fotografiezne (PL), FK Litovel, FK Ostrava, FK Poznání (Nové Město nad Metují)
2009
Josef Sudek, Václav Jírů, Karel Otto Hrubý, Jiří Platenka, Ladislav Kryl, Rudolf Zukal, Jan Kufa, Petr Šulc, Roman Unger, M. Kolátor, FK Černá slunečnice, FK Jablunkov, FK Litovel, LÓDZJIE Towarzystwo Fotografiezne (PL), FK Ostrava, FK Žilina, FK Poznání, FK Tišnov, FK Art Collegium (FM)
2010
Rostislav Košťál, Jar. Malík, Miroslav Wagner, Radek Lepka, Jan Kufa, Rudolf Zukal, Stanislav Navrátil, FK Černá slunečnice, FK Jablunkov, FK Litovel, FK Poznání, , FK Tišnov, FK Ostrava, FK Klodzko (PL), R. Unger + M. Dušánek + L. Bindrová, Fotografie pořízené dírkovou komorou (ČR, PL)
2011
Libuše Jarcovjáková, Jaroslav Kučera, Sára Saudková, FK Jablunkov, FK Zlín, FK Nové Město nad Metují, FK Ostrava, FK Černá slunečnice Praha, FK Litovel, FK Lanškroun, Milan Toman
2012
Markéta Luskačová, Robert Vano, Evžen Sobek, Hansgert Lambers, Fakulta umění a designu UJEP, Ota Nepilý, Lumír Moučka, Fotoklub Obzor Žilina, Ivan Bumba, Michal Hejma, Aleš Konig, Fotoklub Vývojka České Budějovice, Fotoklub Svitavy, Petr Dolínský, Fotoklub Znojmo, Pavel Zukal, Fotoklub Litovel
2013
Pavel Baňka, Jiří Thýn, Viktor Kopasz, Michal Šeba, Lucie Robinson, Fakulta umění a designu UJEP, Dalibor Bednář, Zuzana Bobovníková, Ivana Vostřáková, Jiří Brna, Jakub Jaňura, Jiří Chadima, Jarda Tenzo Krátký, Štěpán Jílek, Martin Lukeš, Nicole Taubinger & Iwan Seiko, Fotoklub Litovel
2014
Ivan Pinkava, Pavel Mára, Johana Pošová, Peter Fabo, Katedra fotografie FAMU, Lukáš Bartoň, Barbora Skopalíková, Petr Šulc, Miroslav Dušánek, Tomáš Šimek, Matěj Noha, Martin Faltejsek, Adéla Bachtíková, Petra Bejdová, Anna66, Zbyněk Hrbata, Lenka Sedláčková, Zdeněk Vajner, SOKL, Eva Stanovská, Eda Ullmann
2015
Antonín Kratochvíl, Michal Kalhous, Ana Šuligoj, Evelin Kask, Helene Bellenger, Mikko Haiko, Noora Sandgren, Petri Juntunen, Zsuzsa Darab, Ines Karčáková, Jakub Podlesný, Lali Laytadze, Lucia Kuklišová, Nina Šperanda, Adam Kencki, Dalibor Bednář, FK Obzor Žilina, Jan Dytrych, Julie Slauka, Karel Prskavec, Klára Burešová, Kryštof Korč, Lukáš Procházka, Lukáš Oujeský, Lukáš Mach, Petr Jílek, Štěpán Jílek, Štěpán Borkovec, Terezie Foldynová

## Organizátoři
- Jindřich Kos
- Olga Burešová
- Mojmír Bureš
- Lucie Mičková
- Martin Huňař